# Säby, Landskrona kommun
Säby är kyrkbyn i Säby socken i Landskrona kommun i Skåne och ligger nordost om Landskrona. Mellan 2015 och 2020 avgränsade SCB här en småort.
Här ligger Säby kyrka.